# Hermann Thieme
Karl Gustav Hermann Thieme (Neu-Limmritz, Brandemburgo, 9 de novembro de 1852 – 9 de março de 1926) foi um matemático alemão.
Thieme estudou a partir de 1873 na Universidade de Wrocław, onde obteve em 1877 um doutorado.
Foi palestrante convidado do Congresso Internacional de Matemáticos em Heidelberg (1904: Wirkung der wissenschaftlichen Ergebnisse auf den Unterricht in der elementaren Mathematik).

## Obras
- Die Umgestaltung der Elementargeometrie, Programm des Königlichen Berger-Gymnasiums und der Berger-Oberrealschule Posen, 1900
- Editor com Carl Färber, Eugen Netto: Grundlehren der Mathematik : für Studierende und Lehrer, Teubner, ab 1909
  - Autor com Wilhelm Franz Meyer Die Elemente der Geometrie, 1909
- Leitfaden der Mathematik für Realanstalten, Teil 2: die Oberstufe, Freytag 1902
- Leitfaden der Mathematik für Lyceen und Oberlyceen, Freytag 1915
- Leitfaden der Mathematik für Gymnasien, Teil 2: Oberstufe, Freytag 1913